# Cericium
Cericium is een monotypisch geslacht van schimmels behorend tot de familie Cystostereaceae. Het bevat maar een soort, namelijk Cericium luteoincrustatum.